# Philosina buchi
Philosina buchi – gatunek ważki z rodziny Philosinidae. Szeroko rozprzestrzeniony w Chinach i północnym Wietnamie.